# Caso Thiago Brennand
O caso Thiago Brennand refere-se aos crimes de estupro em série e outros cometidos pelo empresário Thiago Antônio Brennand. Ele é réu em nove processos e tem pedido de prisão preventiva decretado em seis deles. Ele responde processos por violência sexual (estupro), tortura, ameaça, sequestro, cárcere privado, lesão corporal, corrupção de menores, calúnia, injúria e difamação.
Brennand está preso preventivamente desde 29 de abril de 2023 no Centro de Detenção Provisória 1 (CDP) de Pinheiros, na capital paulista. Antes, ele havia fugido para Abu Dhabi, onde sua de extradição foi autorizada quando o presidente Lula visitou o país em 15 de abril de 2023. Durante o voo que o trouxe de volta dos Emirados Árabes, ele foi acompanhado até por "um escrivão da Interpol treinado em jiu-jítsu, por conta do histórico de violência", reporta o G1.

## Biografia
Thiago Brennand Fernandes Vieira nasceu em 18 de abril de 1980. É filho de Joana Brennand Tavares da Silva e do médico e empresário José Aécio Fernandes Vieira, que em 1979 fundou o Hospital Santa Joana em Pernambuco. Os negócio de José Aécio na área hospitalar levaram ao faturamento, em 2015, de R$ 400 milhões e posteriormente o hospital foi comprado pela Rede D’Or e Amil. Thiago tem uma fortuna de R$ 300 milhões proveniente de heranças e negócios que envolvem a administração de seus bens.
Ele tem um filho, que foi visto com o pai ofendendo a atriz Helena Gomes (ver abaixo). Como o jovem era menor, Thiago pode responde a processo por corrupção de menores.

### Histórico de violência
Um ex-funcionário, que conviveu com o réu por 15 anos, afirmou que já presenciou o empresário bater e dar choques elétricos no próprio filho. No condomínio onde morava, em Porto Feliz, um garçom disse que foi agredido, enquanto um caseiro alegou ter sido ameaçado por Brennand.
Durante o voo que o trouxe de volta dos Emirados Árabes, Brennand veio acompanhado até por "um escrivão da Interpol treinado em jiu-jítsu, por conta do histórico de violência", reportou o G1.
"Ele gosta de se exibir com armas e carros esportivos e tem um histórico de mau comportamento", revelou o Fantástico em 28 de agosto de 2022, quando o primeiro caso se tornou público.

## Crimes
Os crimes se tornaram públicos após um vídeo onde o réu apareceu agredindo uma vítima numa academia se tornar público. Ela era a atriz Helena Gomes que relatou ao Fantástico que o empresário "dava em cima dela" e ela sempre lhe dizia não. "Eu tenho o direito de dizer não a quem eu quiser", disse ela. No dia dos fatos, Brennand apareceu andando de um lado para outro em frente à Helena e depois pede que ela saia da sala, o que ela se nega a fazer. Ele então insiste e ela grita com ele, que a empurra. Dois professores intervêm, Brennand se afasta, mas continua com as ofensas verbais. Ele volta e empurra a vítima, uma professora e outra aluna, além de cuspir em Helena. "Eu não baixei minha cabeça", disse a vítima. Ela e testemunhas relatam que o acusado arrancou tufos de cabelo da atriz. "Ele partiu para cima de todas", disse o repórter do Fantástico.
Depois que a reportagem foi ao ar, outras mulheres procuraram o Ministério Público de São Paulo para denunciar o empresário por crimes como estupro, agressão, ameaça, cárcere privado e injúria.

### Modus operandi
Brennand se aproximava das mulheres e as levava para sua uma casa num condomínio de luxo em Porto Feliz, no interior de São Paulo, onde as agredia, estuprava e ameaçava. Uma de suas vítimas, uma mulher estadunidense (ver abaixo) relatou que ele tiveram um relacionamento normal antes dele se tornar violento.

### Vítimas
Há nove vítimas conhecidas, mas alguns nomes e dados não foram revelados:
1. Helena Gomes: atriz; foi agredida na academia de ginástica e a primeira vítima conhecida do criminoso
2. Mulher: foi mantida em cárcere privado, sofreu agressões, teve um vídeo íntimo divulgado sem consentimento e foi forçada a fazer uma tatuagem com as iniciais do empresário
3. Stefanie Cohen: ex-miss e estudante de Medicina; foi estuprada
4. Estudante de medicina: foi dopada durante um jantar
5. Mulher estadunidense: foi estuprada e agredida em Porto Feliz em julho de 2021; ela o descreveu como "uma pessoa fria, com comportamento violento e histórico de ameaças" e o acusou de já ter "confessado participação em assassinatos"[2][4]

## Investigações
Após a divulgação do vídeo onde ele apareceu agredindo a atriz Helena Gomes, outras mulheres começaram a procurar o Ministério Público de São Paulo para denunciar o empresário.

### Fuga para os Emirados Árabes
O empresário foi denunciado pelo Ministério Público de São Paulo em 4 de setembro de 2022. No mesmo dia, ele deixou o Brasil e foi para Abu Dhabi, capital dos Emirados Árabes Unidos.

### Interpol
A Justiça deu um prazo de dez dias para que Brennand retornasse ao Brasil, mas como ele não retornou, sua prisão preventiva foi decretada e o nome do acusado foi incluído na lista internacional de procurados da Interpol.

## Prisão

### Abu Dhabi
Brennand chegou a ser preso em outubro de 2022 em Abu Dhabi, mas pagou fiança e foi solto. A Justiça local então o proibiu de deixar o país, mas ele aguardou o processo de extradição em liberdade.

### Brasil
Brennand está preso Brasil desde 29 de abril, após ter sido extraditado. "No dia 15 de abril, mesmo dia em que o presidente Lula chegou aos Emirados Árabes em viagem oficial, o pedido de extradição foi autorizado", escreveu o g1.
Em 26 de junho de 2024, Brennand foi transferido para a Penitenciária II de Tremembé, no interior de São Paulo.

## Julgamentos e penas
1º julgamento: o julgamento do caso envolvendo a mulher estadunidense começou em 30 de maio de 2023.
2° julgamento: o julgamento do caso envolvendo cárcere privado e agressão começou em 4 de julho.

## Condenações
Em 11 de outubro de 2023, Brennand foi condenado a 10 anos e 6 meses de prisão pelo crime de estupro em regime inicial fechado. Esta é a primeira condenação do empresário.
Em 1 de novembro de 2023, o empresário foi condenado a um ano e oito meses em regime inicial semiaberto pelo caso da agressão da modelo Helena Gomes em uma academia de ginástica que fica dentro de shopping de luxo na capital do estado de São Paulo. Esta é a segunda condenação do empresário.
Em 18 de janeiro de 2024, Brennand foi condenado a oito anos de prisão por estupro contra uma massagista em regime inicial fechado. Esta é a terceira condenação do empresário.
Em 11 de setembro de 2024, o Tribunal de Justiça de São Paulo manteve a condenação de Thiago Brennand por estupro, mas reduziu a pena do empresário para 8 anos e 6 meses de prisão.
Em 16 de setembro de 2024, Brennand foi condenado a 10 anos e 6 meses de prisão pelo crime de estupro em regime inicial fechado. Esta é a quarta condenação do empresário.
Em 11 de outubro de 2024, a Justiça de São Paulo anulou uma condenação de estupro de uma massagista contra Thiago Brennand e absolveu o empresário pelo crime sexual. O motivo da anulação foi a falta de provas de crime.